# Zhang Qing (dyplomata)
Zhang Qing (chiń. 张青) – chiński dyplomata. Jedenasty ambasador Chińskiej Republiki Ludowej w Wietnamie. Pełnił tę funkcję w okresie od grudnia 1992 do grudnia 1995.